# Palisades
Palisades – wieś w Stanach Zjednoczonych, w stanie Teksas, w hrabstwie Randall.